# الیزابت بوهمی

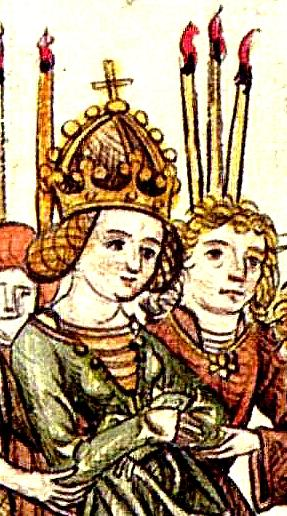
الیزابت بوهمی

الیزابت بوهمی یا الیزابت فن لوکزامبورگ (به آلمانی: Elisabethvon Luxemburg)(زادهٔ ۷ اکتبر ۱۴۰۹ - مرگ ۱۹ دسامبر ۱۴۴۲) ملکه مجارستان و بوهم و دوشس اتریش بود. او میان سال‌های ۱۴۳۹ تا ۱۴۴۲ نایب‌السلطنهٔ مجارستان بود و در آینده نیز مدعی تاج و تخت این کشور و یکی از شرکت‌کنندگان جنگ‌های داخلی مجار میان سال‌های ۱۴۴۰ تا ۱۴۴۲ بود.
الیزابت تنها فرزند زیگیزموند، امپراتور مقدس روم از همسر دومش باربارای تسلیه‌ای بود. تنها پسر الیزابت یعنی لاسلوی پنجم نیز پادشاه مجارستان بود.